# Bandiera della Repubblica Socialista Sovietica Turkmena

Bandiera della Repubblica Socialista Sovietica Turkmena

La bandiera della Repubblica Socialista Sovietica Turkmena fu adottata il 1º agosto 1953.
Precedentemente a questa, la bandiera era rossa con i caratteri cirillici ТССР (TSSR) in oro in alto a sinistra.
Tra il 1937 e l'adozione di quest'ultima bandiera, negli anni quaranta, la bandiera era uguale, ma con i caratteri in alfabeto latino (T.S.S.R.).
Negli anni '30 la bandiera turkmena era rossa con una grande falce e martello dorata in alto a sinistra, simile alla bandiera dell'Unione Sovietica.